# Pinocetus

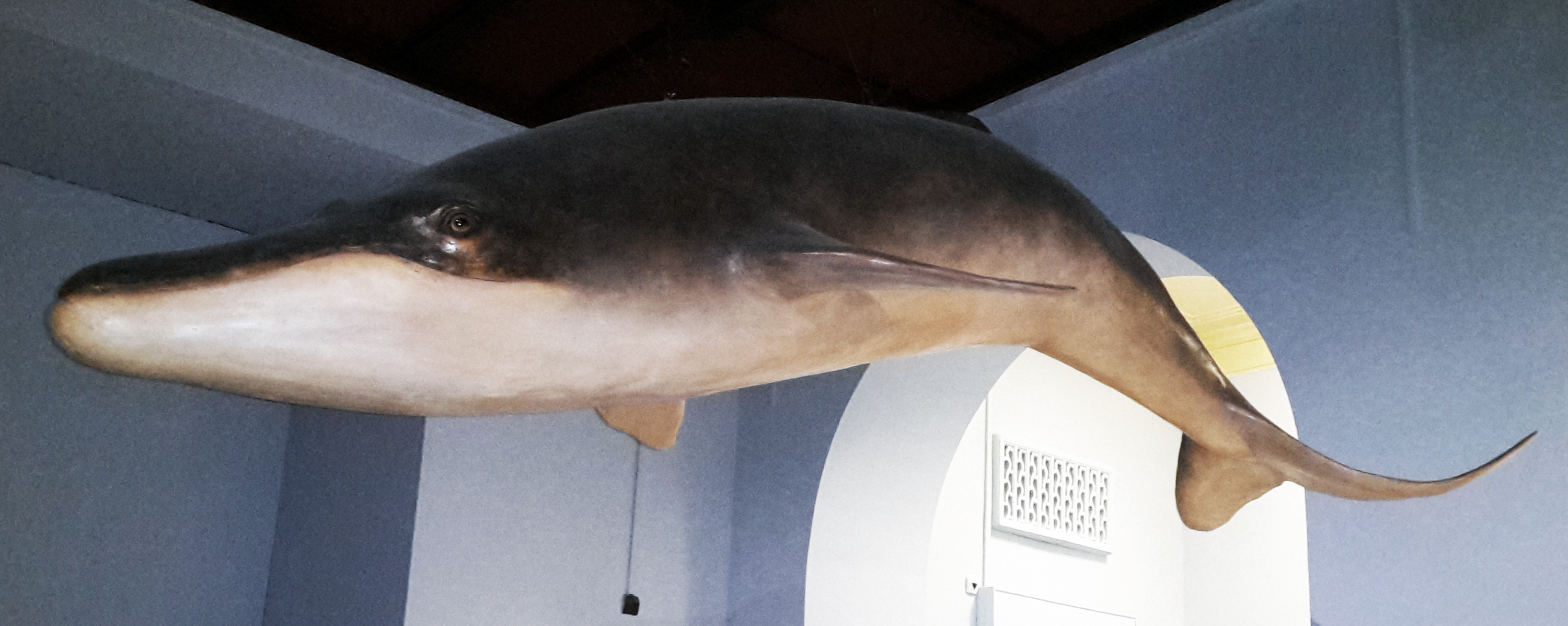
Модель, Музей еволюції Польської академії наук, Варшава

Pinocetus — вимерлий рід вусатих китів, що належить до родини Cetotheriidae.